# Hans Well

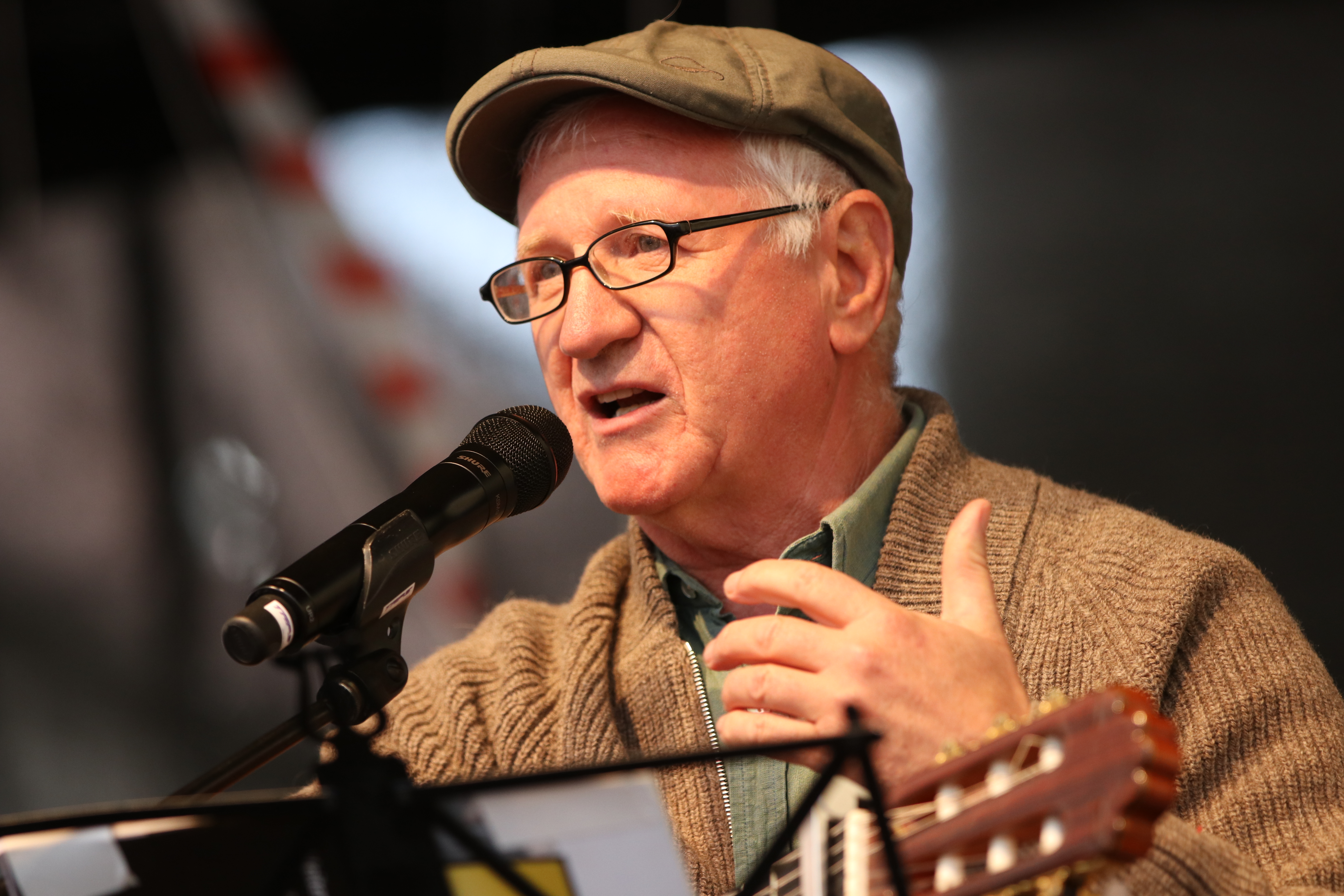
Hans Well, 2018

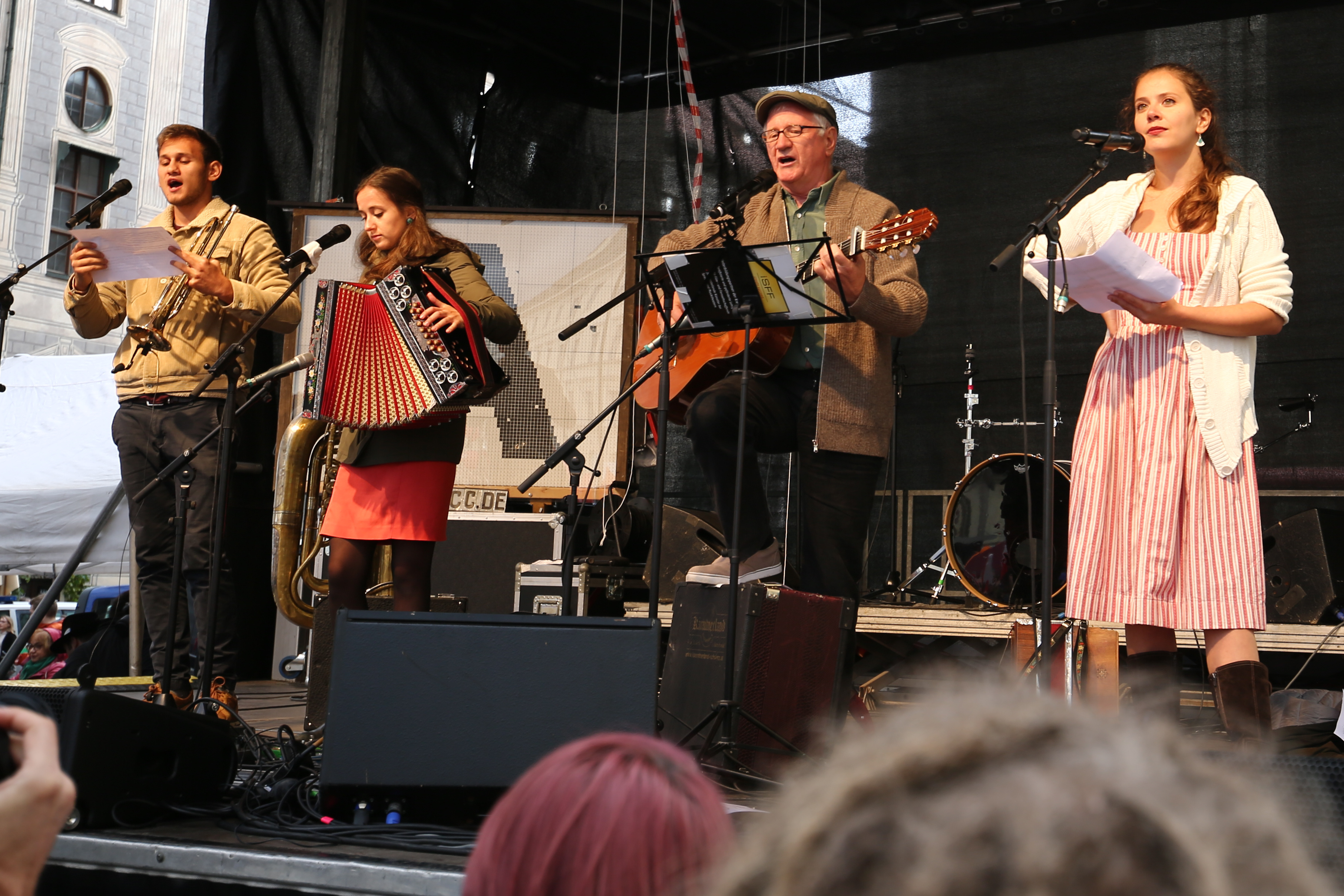
Hans Well und die Wellbappn, 2018

Hans Well (* 1. Mai 1953 in Willprechtszell) ist ein bayerischer Musiker. Er ist bekannt als Mitglied der mittlerweile aufgelösten Biermösl Blosn und war für die Texte der Gruppe verantwortlich. Zu den Instrumenten, die er spielt, gehören Gitarre, Steirische Harmonika, Bratsche, Saxophon, Trompete, Sopran-Jagdhorn und Tenor-Alphorn.

## Leben und Wirken
Hans Well ist das neunte von fünfzehn Kindern des Schulmeisters Hermann Well und seiner Frau Gertraud Well aus dem Dorf Günzlhofen bei Fürstenfeldbruck. Er besuchte das Ludwigsgymnasium in München. In der Familie wurde der Volksmusik breiter Raum eingeräumt. Bereits als Kind und Jugendlicher trat er unter Anleitung seines Vaters mit seinen Geschwistern in Gasthäusern der Umgebung zu verschiedenen Anlässen auf.
Er studierte Pädagogik mit Germanistik und Geschichte, unter anderem bei Helmut Zöpfl. Nach eigener Aussage „entrann er dem Lehrerdasein“ und tat sich stattdessen 1976 mit seinen Brüdern Christoph und Michael zu einer Musikgruppe mit dem Namen Biermösl Blosn zusammen. Diese Gruppe verband Melodien bayerischer Volksmusik mit hintergründigen und satirischen Texten in bairischer Mundart. Die Musiker bauten in ihr Programm Stellungnahmen zu den politischen Zuständen in Bayern ein und erlangten damit bald überregionale Bekanntheit. Erste bundesweite Aufmerksamkeit zogen sie 1981 infolge eines politischen Eklats auf sich, als sie nach den Massenverhaftungen von Nürnberg die zuständigen Minister beim traditionellen Maibockanstich im Hofbräuhaus in einem Lied aufforderten: „[…] sauft’s aus und nemmt’s an Huat!“
Nachdem sich die Biermösl Blosn im Januar 2012 nach 35 Jahren auflösten, tritt Hans Well zusammen mit seinen Kindern Sarah (* 22. November 1991), Tabea (* 23. Februar 1993) und Jonas (* 24. August 1996) Well in neuer Formation als Hans Well & die Wellbappn auf. Die erste CD der Wellbappn mit dem Titel unterbayernüberbayern erschien im April 2013. Im Oktober 2015 kam die zweite CD Schneller heraus.
Im April 2013 veröffentlichte Hans Well das Buch 35 Jahre Biermösl Blosn.
2017 wurden Hans Well und die Wellbappn mit dem Publikumspreis „Unterföhringer Mohr“ ausgezeichnet.
2019 trat er mit den Wellbappn bei Lieder auf Banz auf. Hans Well wohnt in Zankenhausen.
2021 wurde Hans Well mit dem Bayerischen Verfassungsorden ausgezeichnet.

## Veröffentlichungen

### Werke
- Hans Well: Weder Kitsch noch Museum. Eine persönliche Standortbestimmung in Sachen Volksmusik, in: aviso. Zeitschrift für Wissenschaft und Kunst in Bayern, Heft 3/97 (erneut abgedruckt in: Augsburger Volkskundliche Nachrichten, 3. Jg., 1997, H. 2, Nr. 6, ISSN 0948-4299, S. 7–14; Volltext)
- Hans Well: Rundumadum: Eine musikalische Reise um die Welt und zurück zum Ammersee, mit Bildern von Hans Traxler. Kein & Aber, Zürich 2007, ISBN 978-3-0369-5509-4 (Kinderlieder).
- Hans Well: 35 Jahre Biermösl Blosn. Verlag Antje Kunstmann, 2013, ISBN 978-3-88897-823-4.
- Auf geht's zu de Gotn! (Asterix Mundart Band 9), Ehapa Verlag, Stuttgart 1997, ISBN 978-3-7704-0474-2 (Übersetzung ins Bairische)
- mit Carl-Ludwig Reichert: Graffd wead! (Asterix Mundart Band 35), Ehapa Verlag, Stuttgart 2000, ISBN 978-3-7704-2271-5 (Übersetzung ins Bairische)

siehe auch: Biermösl Blosn, Abschnitt Werk

### Hörbücher
- Jürgen Roth, Gert Heidenreich: Der Untergang des Bayernlandes CD,  Verlag Antje Kunstmann, München 2008, ISBN 978-3-88897-565-3.
- Unterbayernüberbayern CD, Verlag Antje Kunstmann 2013, ISBN 978-3-88897-848-7.
- Schneller CD, Verlag Antje Kunstmann, München  2015, ISBN 978-3-95614-086-0.